# Eliane Martins
Eliane Martins, född 26 maj 1986, är en brasiliansk friidrottare som tävlar i längdhopp. Hon deltog vid olympiska sommarspelen 2016, olympiska sommarspelen 2020 och olympiska sommarspelen 2024.